# Kościół św. Michała Archanioła w Ujanowicach
Kościół św. Michała Archanioła w Ujanowicach – świątynia rzymskokatolicka w miejscowości Ujanowice w gminie Laskowa, pełniąca funkcję kościoła parafialnego parafii pw. św. Michała Archanioła.

## Historia
Kościół św. Michała wzniesiono w latach 1509–1529 za pieniądze przekazane przez właścicielki wsi – klaryski ze Starego Sącza. Od tego czasu był kilkakrotnie przebudowywany:
- 1722–1727 – przebudowa prezbiterium;
- koniec XVIII wieku – podwyższenie wieży i założenie wieńczącego ją hełmu;
- 1870–1885 – renowacja i dobudowa dwóch bocznych kaplic;
- 1960–1961 – gruntowne odnowienie[2].

## Architektura
Jest to świątynia murowana, jednonawowa, orientowana z zamkniętym trójbocznie prezbiterium, przy którym znajduje się nawa z dwiema kaplicami po bokach. Przykryta jest blaszanym dachem siodłowym, na którym umieszczono wieżyczkę na sygnaturkę. Od zachodniej strony posiada wysoką, kwadratową, masywną wieżę, zwieńczoną baniastym hełmem z dzwonem z 1614 roku.
Do wnętrza prowadzą trzy ostrołukowe kamienne portale. Do zakrystii prowadzą żelazne okute drzwi, z zamkiem z 1526.

## Wnętrze
Większość świątyni przykrywają stropy. Jedynie w prezbiterium znajduje się sklepienie kolebkowe z lunetami. Zarówno sklepienia, jak i ściany zdobi polichromia ornamentalna i figuralna, oparta na motywach zaprojektowanych przez Jana Matejkę, a wykonana w 1905 przez Józefa Mikulskiego, miejscowego artystę.

### Ołtarze
ołtarz głównyz II poł. XVIII wieku, wykonany w stylu rokokowym. Znajduje się w nim pozłacana rzeźba Michała Archanioła. Na zasuwie ołtarza znajduje się obraz Święty Józef z 1884, namalowany przez Walerego Eliasza Radzikowskiego.: 
ołtarze boczne

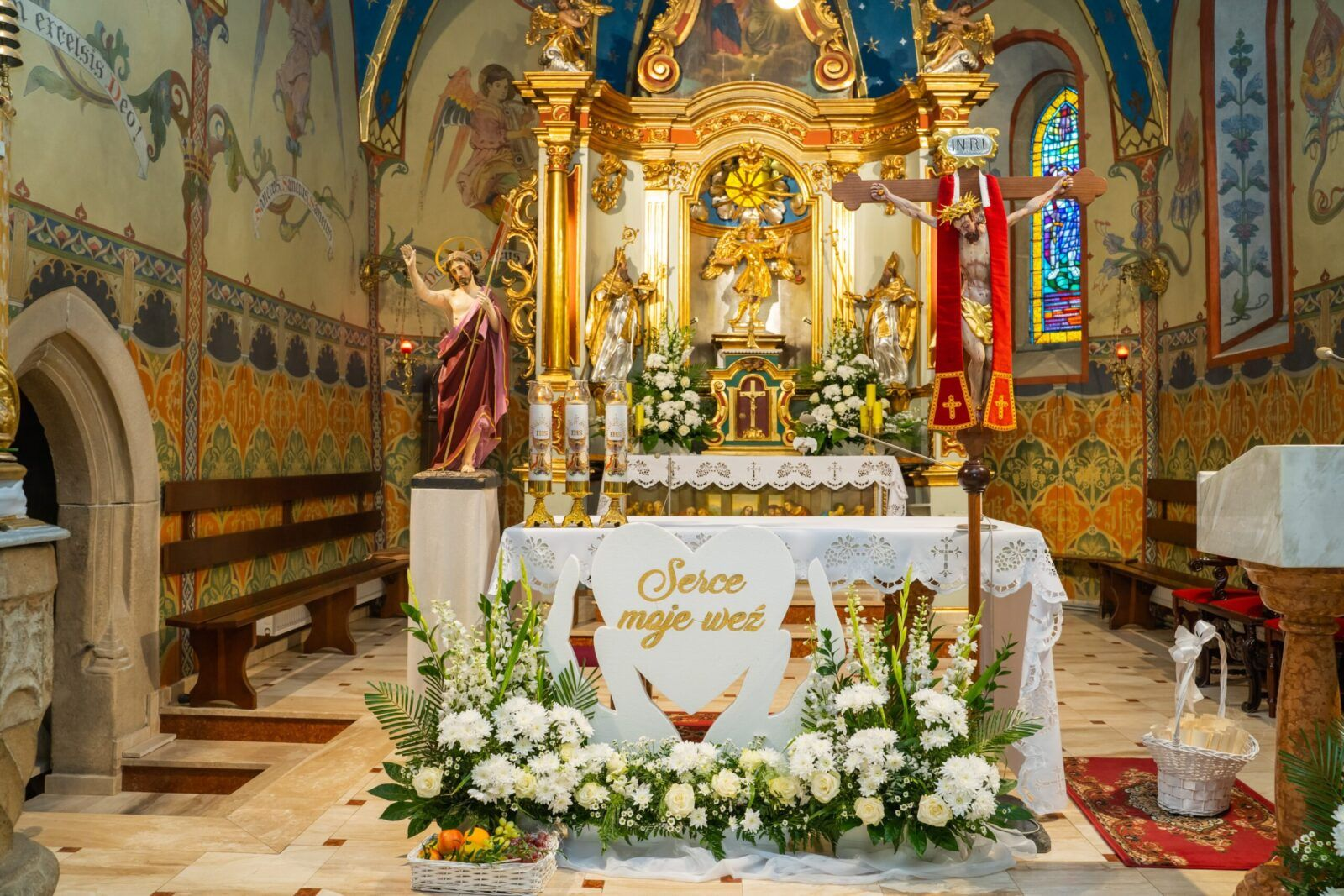
ołtarz główny z rzeźbą Michała Archanioła

- barokowy ołtarz z obrazem Matka Boża Śnieżna w drewnianej sukience;
- ołtarz z barokowym XVIII-wiecznym rzeźbionym krucyfiksem;
- ołtarz z figurą Najświętszego Serca Jezusowego, wykonany w 1897;
- ołtarz Matki Bożej z Dzieciątkiem.

### Wyposażenie kościoła
- kamienna gotycka chrzcielnica z początku XVI wieku[5][4];
- rokokowa ambona[4];
- kamienne kropielnice: gotycko-renesansowa z XVI wieku oraz zewnętrzna z XIX wieku[5][4];
- późnogotycka rzeźba Chrystusa Ukrzyżowanego z początku XVI wieku, umieszczona na belce tęczowej[5];
- tablica erekcyjna z 1509 roku, kamienna, z inskrypcją minuskulową[5][4];
- barokowy XVIII-wieczny fotel[5][4];
- trzy XVIII-wieczne haftowane ornaty[5];
- stuła z fragmentu pasa polskiego z II poł. XVIII wieku[5];
- barokowo–ludowy krucyfiks z XVIII wieku[5];
- dzwon z 1514[4];
- sygnaturka z XVIII wieku[4].